# Operação Paula
Operação Paula (em alemão: Unternehmen Paula) foi uma operação militar ofensiva da Luftwaffe durante a Segunda Guerra Mundial, cujo objectivo era o de destruir definitivamente a Força Aérea Francesa aquando da Batalha de França, em 1940. No dia 10 de Maio a Wehrmacht (Forças Armadas da Alemanha Nazi) iniciaram a invasão da Europa Ocidental. A 3 de Junho, o Exército Britânico havia já batido em retirada de Dunquerque e do continente na Operação Dínamo, os Países Baixos e a Bélgica tinham-se rendido e grande parte do Exército Francês estava destruído ou capturado. Para completar a derrota francesa, os alemães iniciaram uma segunda fase na Batalha de França, a Operação Fall Rot, para conquistarem as restantes regiões ainda sob o controlo francês. Para que isto pudesse ser realizado, os alemães necessitavam de obter supremacia aérea. Assim, a Luftwaffe foi ordenada a destruir a Força Aérea Francesa ao mesmo tempo que providenciaria apoio terrestre ao Exército Alemão.
Para esta operação, os alemães juntaram uma força de cinco corpos aéreos, totalizando 1 100 aeronaves. A operação foi iniciada no dia 3 de Junho de 1940. Contudo, os serviços de inteligência britânicos souberam desta operação antes de ela ser iniciada, e avisaram os franceses, fazendo com que estes se preparassem minimamente. Devido a este aviso prévio, o Oberkommando der Luftwaffe não conseguiu os resultados desejados, apesar de ter estabelecido superioridade aérea. Por esta altura as forças francesas estavam tão descoordenadas e fracas que a derrota/vitória parcial desta operação não impediu que a Wehrmacht derrotasse os franceses.

## Antecedentes
Depois de a França e o Reino Unido declararem guerra à Alemanha Nazi, no dia 3 de Setembro de 1939, iniciou-se um período em que não houve grandes movimentações nem ataques na Europa Ocidental; este período ficou conhecido por Guerra de Mentira. A única ofensiva levada a cabo neste período foi da iniciativa do Exército Francês, a Ofensiva do Sarre, que terminou na retirada dos franceses. Depois da Campanha da Polónia, em Outubro de 1939, o Oberkommando der Luftwaffe (em português: Alto Comando da Força Aérea) e o Oberkommando der Wehrmacht (em português: Alto Comando das Forças Armadas) viraram as suas atenções para a Europa Ocidental.
Os Aliados não tomaram iniciativa para iniciar um ataque contra os alemães, e assim os alemães tomaram essa iniciativa em 1940. Vários planos diferentes surgiram dentro do Alto Comando. O general Franz Halder, o chefe de estado-maior do exército, apresentou o primeiro plano para a Fall Gelb a 19 de Outubro de 1939. O código alemão para esta operação era Aufmarschanweisung N°1, Fall Gelb. O plano consistia numa operação limitada em que o Luxemburgo, a Bélgica e os Países Baixos deveriam ser conquistados para servir de base para futuras operações contra a França. Este plano era muito menos ambicioso que o desastroso Plano Schlieffen da Primeira Guerra Mundial, em 1914. Contudo, o plano foi rejeitado por Adolf Hitler e, na viragem do ano, Erich von Manstein chamou à atenção de Hitler para uma versão modificada do mesmo plano. Este consistia agora numa ambiciosa movimentação militar através das Ardenas. Nele, seriam usadas na maioria tropas motorizadas e divisões de tanques, numa corrida até ao Canal da Mancha. A preceder esta movimentação, uma operação seria lançada na Bélgica e nos Países Baixos para enganar os aliados, incluindo a Força Expedicionária Britânica, fingindo que os alemães concentrariam a sua ofensiva através destes dois países, realizando assim uma armadilha.
Lançada a 10 de Maio de 1940, a nova versão da Fall Gelb, também conhecida como Plano Manstein, viria a ser um sucesso. Os britânicos escaparam durante a Batalha de Dunquerque; porém o Exército Belga, o Exército Holandês e muitas forças de elite francesas foram destruídas nesta armadilha. Isto fez com que a França ficasse essencialmente com forças se segunda categoria para combater as próximas batalhas contra o poderoso Exército Alemão. A Luftwaffe desempenhou um papel importante nas operações iniciais, muitas vezes sendo a principal responsável pelo sucesso e pelo avanço do exército alemão. No início de Junho de 1940 o cerco a Dunquerque estava terminado, e a 3 de Junho, os alemães prepararam-se para a conquista integral da França, sob o nome de código Fall Rot. Para esta conquista ser um sucesso, a superioridade aérea era um requisito essencial, assim como tinha sido na fase inicial da Batalha da França.

## Planos da Luftwaffe

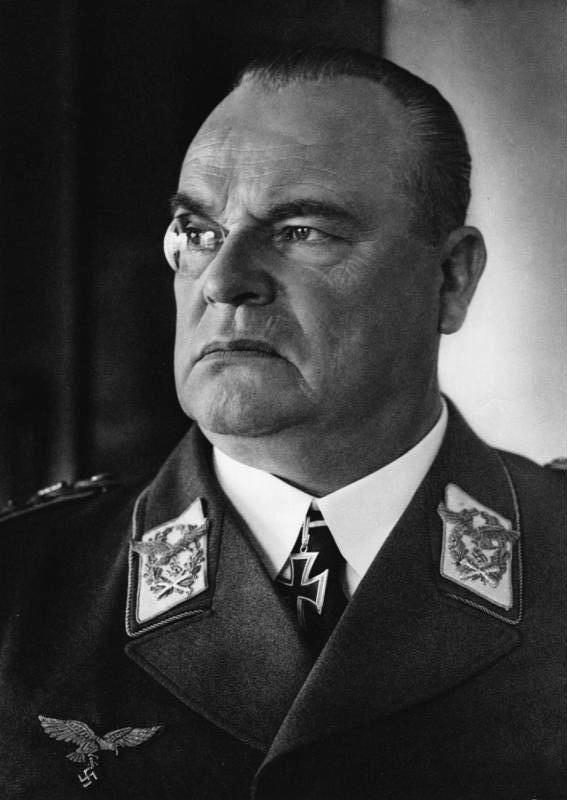
Hugo Sperrle, comandante da Luftflotte 3

Hugo Sperrle planeava há já algum tempo ataques contra Paris e, no dia 22 de Maio, ordenou o I. Fliegerkorps e o V. Fliegerkorps, com a Kampfgeschwader 77 e a I. Fliegerdivision, e a Kampfgeschwader 28 para bombardear Paris. Contudo, as péssimas condições atmosféricas impediram a realização desta operação; porém, determinado a seguir em frente com o seu plano, Sperrle ordenou a Otto Hoffmann von Waldau e Helmuth von Hoffman, Gruppenkommandeur do III./KG 28, a planear uma operação de nome "Paula" para o próximo dia, 23 de Maio de 1940.
Os objectivos desta operação eram amplos. Entre a eliminação dos aeródromos franceses e as fábricas de produção de aeronaves à volta de Paris, nas palavras de Waldau, o bombardeamento visava "desferir um forte golpe na moral da capital". As aeronaves de reconhecimento alemãs reportaram 1 244 aeronaves nos aeródromos em torno de Paris, incluindo entre 550 e 650 aeronaves monomotor. Este poderio da Força Aérea Francesa seria destruído juntamente com as fabricas de aeronaves na área. As posições antiaéreas francesas foram mapeadas a nível táctico e operacional. A operação ficou assim marcada para ser realizada no dia 30 de Maio, porém, voltou a estar mau tempo na zona, o que voltou a adiar o ataque.
A operação ficou comprometida pela confiança excessiva na então invulnerável Máquina Enigma. Os serviços de inteligência britânicos, que estavam a estudar os códigos alemães, conseguiram avisar os franceses antes do ataque se suceder. No dia 30 de Maio os britânicos interceptaram uma mensagem enviada por Grauert na qual se discutia a preparação do seu Corpo para a operação. Além desta fuga de informação, as unidades que iriam participar na operação não receberam as ordens completas para a realização da mesma. O coronel Johann-Volkmar Fisser, Geschwaderkommodore da KG 77, não recebeu ordens concretas sobre os alvos a atacar e apresentou uma queixa. Ele perguntou ao quartel-general do VIII. Fliegerkorps o alvo, tendo recebido uma resposta com apenas uma palavra: Paris. Sperrle respondeu à sua queixa removendo a KG 77 da operação. Os britânicos interceptaram ainda uma mensagem de Frisser para o VIII Fliegerkorps, mensagem essa que passaram aos franceses, que por sua vez duplicaram o número de aeronaves na área para 120 caças.

## Forças envolvidas

### Alemãs
Várias unidades da Luftflotte 2 e da Luftflotte 3 apresentaram-se como disponíveis para a operação. As asas de bombardeiros (Kampfgeschwader) usariam aeronaves da Lehrgeschwader 1 (LG 1), Kampfgeschwader 1 (KG 1), Kampfgeschwader 2 (KG 2), Kampfgeschwader 3 (KG 3), Kampfgeschwader 4 (KG 4), Kampfgeschwader 54 (KG 54) e Kampfgeschwader 55 (KG 55), sendo escoltadas por caças das asas de combate aéreo (Jagdgeschwader) Jagdgeschwader 2 (JG 2), Jagdgeschwader 26 (JG 26), Jagdgeschwader 27 (JG 27), Jagdgeschwader 53 (JG 53), Zerstörergeschwader 2 (ZG 2) e Zerstörergeschwader 76 (ZG 76), iriam realizar o ataque.
A KG 1, ZG 76 e a LG 1 estavam sob o comando do I. Fliegerkorps; a ZG 2, KG 3 e o II./KG 2 estavam sob o comando do II. Fliegerkorps; a KG 55 e o III./KG 54 estavam sob o IV. Fliegerkorps; a KG 51 seria sob o comando do V. Fliegerkorps; a KG 4 e a JG 26 estavam sob o comando da IX. Fliegerdivision; a JG 2 e a JG 27 sob o comando do VIII. Fliegerkorps e a Jagdfliegerführer 3 emprestou a JG 53 para a operação.
A Stab./KG 2 e o I./KG 2 foram movidos para Trier-Euren para o assalto. O I./KG 2 operava a partir de Wengerohr e o III./KG 2 iria operar a partir de Kirchenburg. A Stab./KG 55 operava a partir de Schwabisch. Os I., II. e III./KG 55 operavam a partir de Reims, Heilbronn e Eutingen respectivamente. Já o I., II. e III./KG 3 operavam a partir de Aschaffenburg, Schweinfurt e Würzburg. Desconhece-se em que aeródromos franceses ficaram estacionadas estas unidades a 3 de Junho. A KG 4 e as suas unidades ficaram estacionadas em Gütersloh, Fassberg e Delmenhorst. É provável que algumas unidades da KG 3 tenham ficado estacionadas em bases perto de Lille, antes do ataque ser iniciado. Os I., II. e III./KG 1 estavam em Giessen, Kirtorf e Ettinghausen. Também é provável que algumas destas unidades tenham sido movidas para aeródromos capturados na França antes de 3 de Junho, acreditando-se que tenham ficado Rosières-en-Santerre. A KG 54 esteve provavelmente localizada algures entre o norte de França no dia 3 de Junho; mas estava original estacionada em Colónia. As unidades de caça estavam nos seguintes aeródromos: Abbeville (ZG 76); Darmstadt, Neufchâteau e Freiburg (ZG 2); Le Touquet, La Capelle e Étaples (JG 26); Couvron e Oulchy-le-Château (JG 2); Guise (JG 27); Épernay, Douzy, Charleville-Mézières e La Selve (JG 53).
A KG 2 reuniu cerca de 99 bombardeiros para a operação e a KG 55 um total de 66 bombardeiros. Todos juntos, a Luftwaffe tinha um poderio de 640 bombardeiros e 460 caças, tudo a partir das unidades acima referidas.

### Francesas
Responsável pela defesa da grande área de Paris estava a Zone d'Opérations Aériennes Nord ou Z.O.A.N (Zona Norte de Operações Aéreas). O Groupe de Chasse I/145 (uma força polaca) estava armado com aeronaves Caudron C.714, com base em Dreux. O G.C. I/1 possuía aeronaves Bloch MB.150 e estava estacionado em Chantilly, contudo as suas aeronaves foram movidas para o aeródromo de Brétigny-sur-Orge. O G.C. II/10 estava localizado em Bernay-en-Ponthieu, enquanto o G.C. III/10 estava em Deauville. Mais unidades de caça foram requisitadas para a ordem de batalha: o G.C. I/3 em Meaux-Esbly, o G.C. II/3 em La Ferté-sur-Chiers-Gaucher e o G.C. III/3 em Illiers-l'Évêque. Outras unidades também foram requisitadas: o G.C. I/4 com aeronaves Curtiss H-75 em Évreux-Fauville, o G.C. II/4 em Orconte, o G.C. I/6 em Lognes e o G.C. III/7 em Connantre. Estes unidades eram apoiadas por caças nocturnos das unidades E.C.M.J. 1/16, E.C.N. 1/13, 2/13, 3/13 e 4/13, equipados com aeronaves Potez 630. Todos juntos, as unidades acima mencionadas totalizaram um poderio de 240 aeronaves, mas apenas 120 caças foram dados como disponíveis para defender a área de Paris dos ataques alemães.

## Batalha
No dia 3 de Junho as unidades francesas foram alertadas uma hora antes de os bombardeiros alemães descolarem, contudo dada a fraca qualidade administrativa das unidades francesas, poucos esquadrões responderam ao aviso e tomaram as devidas medidas. No final de contas, apenas 80 aeronaves descolaram para interceptar os bombardeiros alemães. O progresso alemão foi monitorizado por alguns aviões franceses, tendo alguns sido abatidos. A Luftwaffe mais tarde iria usar esta mesma táctica aquando dos bombardeamentos aéreos norte-americanos, na campanha de Defesa do Reich. Juntamente com as posições antiaéreas francesas, os caças abateram 10 aeronaves alemãs, incluindo quatro bombardeiros. Uma destas aeronaves estava a ser pilotada por Josef Kammhuber, Geschwaderkommodore da KG 51, que acabou por ficar ferido e prisioneiro de guerra. Kammhuber seria libertado depois da rendição francesa. Foi substituído por Fisser como Geschwaderkommodore da KG 51, que também era comandante da KG 77. Fisser foi morto dois meses mais tarde quando liderava a KG 51 durante a Batalha da Grã-Bretanha, o que acabou por, de alguma maneira, salvar a vida de Kammhuber. O coronel Gerd von Massow, da Jagdfliegerführer 3, também acabou abatido e feito prisioneiro de guerra; foi substituído pelo coronel Werner Junck, até à sua libertação pelas forças alemãs no dia 12 de Junho de 1940. As formações alemãs atacaram 28 caminhos de ferro e estações de triagem. No total, os danos provocados foram pequenos, tendo todos os alvos atingidos voltado a estar operacionais menos de 24 horas depois do ataque.
A maioria dos bombardeiros alemães eram mais rápidos que os caças franceses e conseguiam subir a uma altitude muito superior. Os confrontos entre as duas forças foram raros, porém algumas unidades francesas sofreram baixas. Para o ataque, os alemães usaram a nova C-250 Flammbombe (Bomba Incendiária) que tinha sido distribuída apenas 24 horas antes do lançamento do ataque. Esta bomba incendiária causou alguns danos em vários hangares e destruiu várias aeronaves estacionadas.

## Rescaldo
Os alemães acreditavam que tinha desferido um golpe decisivo contra os franceses. Uma analise após a batalha, realizada pelos alemães, apontava um sucesso estrondoso; descrevia uma longa lista de fábricas destruídas e imensas aeronaves, tanto em terra como no ar. Os alemães alegavam ter destruído 75 aeronaves francesas no ar e mais 400 aeronaves no solo. A ideia de sucesso foi tal que a Luftwaffe a seguir concentrou a sua atenção em atacar portos marítimos no norte de França. Contudo, o dano infligido pelos alemães foi muito menor do que o que eles pensavam. Apenas 20 aeronaves (entre as quais 16 caças) foram destruídas no solo e 15 caças abatidos em combate aéreo. Apenas 6 dos 16 aeródromos bombardeados sofreram danos pesados enquanto 15 fábricas declararam danos mínimos. As baixas francesas no solo foram, contudo, pesadas. 254 franceses faleceram e 652 ficaram feridos. Os franceses relataram que abateram 16 aeronaves, porém na realidade apenas abateram 10 aeronaves alemães, incluindo quatro bombardeiros. As alegações de ambas as partes demonstram que houve tanto os alemães como os franceses alegavam ter alcançado mais do que aconteceu na realidade. 21 veículos também foram destruídos, e todos os aeródromos franceses voltaram a estar operacionais 48 horas depois.
Embora os alemães tivessem falhado em obter uma vitória decisiva, a primeira fase da Batalha de França, a Fall Gelb, havia sido tão esmagadora que o Exército Francês perdeu as suas melhores formações. As forças francesas a defender a linha do Somme eram, na sua maioria, divisões de reserva de baixa qualidade e sem apoio de artilharia pesada, tanques, ou infantaria motorizada. Assim, o falhanço na operação aérea não impediu o Exército Alemão de levar a França para a derrota em Junho de 1940. A principal razão para a superioridade aérea dos alemães era a fraca qualidade de prontidão operacional das unidades aéreas francesas. A Luftwaffe começou a Batalha de França deparando-se com uma balança muito mais equilibrada em termos de número de aeronaves, dado que a indústria aeronáutica francesa estava a atingir o seu potencial máximo de produção. Estavam disponíveis cerca de 2 mil aeronaves, apesar da perda de 787 unidades (473 caças, 120 bombardeiros e 194 aeronaves de reconhecimento). Os franceses tinham à sua disposição 2086 aeronaves no dia 5 de Junho de 1940, o primeiro dia da operação Fall Rot. Infelizmente para os franceses, a produção de componentes não era igual à produção de fuselagens, fazendo com que apenas 599 aeronaves (340 caças e 170 bombardeiros) estivessem aptos para combate; uma percentagem de apenas 29%. Depois da ofensiva da Luftwaffe, as suas unidades aéreas dominaram de tal maneira o espaço aéreo francês que muitos aviadores eram enviados para casa para tirarem férias. A França haveria de colapsar apenas 22 dias depois, e no dia 25 de Junho de 1940, rendeu-se aos alemães.